# Sindrome di Stoccolma
La sindrome di Stoccolma è un particolare stato di dipendenza psicologica e/o affettiva che si manifesta in alcuni casi in vittime di episodi di violenza fisica, verbale o psicologica. Il soggetto affetto dalla sindrome, durante i maltrattamenti subiti, prova un sentimento positivo nei confronti del proprio aggressore che può spingersi fino all'amore e alla totale sottomissione volontaria, instaurando in questo modo una sorta di alleanza e solidarietà con il suo carnefice. La sindrome viene spesso evocata nei resoconti giornalistici o in opere di fantasia, ma non è inserita in nessun sistema internazionale di classificazione psichiatrica. Non è classificata in nessun manuale di psicologia, è stata nominata soltanto in un ridotto numero di studi scientifici e viene ritenuta un caso particolare del fenomeno più ampio dei legami traumatici, ovvero: quei legami fra due persone delle quali una gode di una posizione di potere nei confronti dell'altra, la quale diviene vittima di aggressioni o altri tipi di violenza.

## Storia

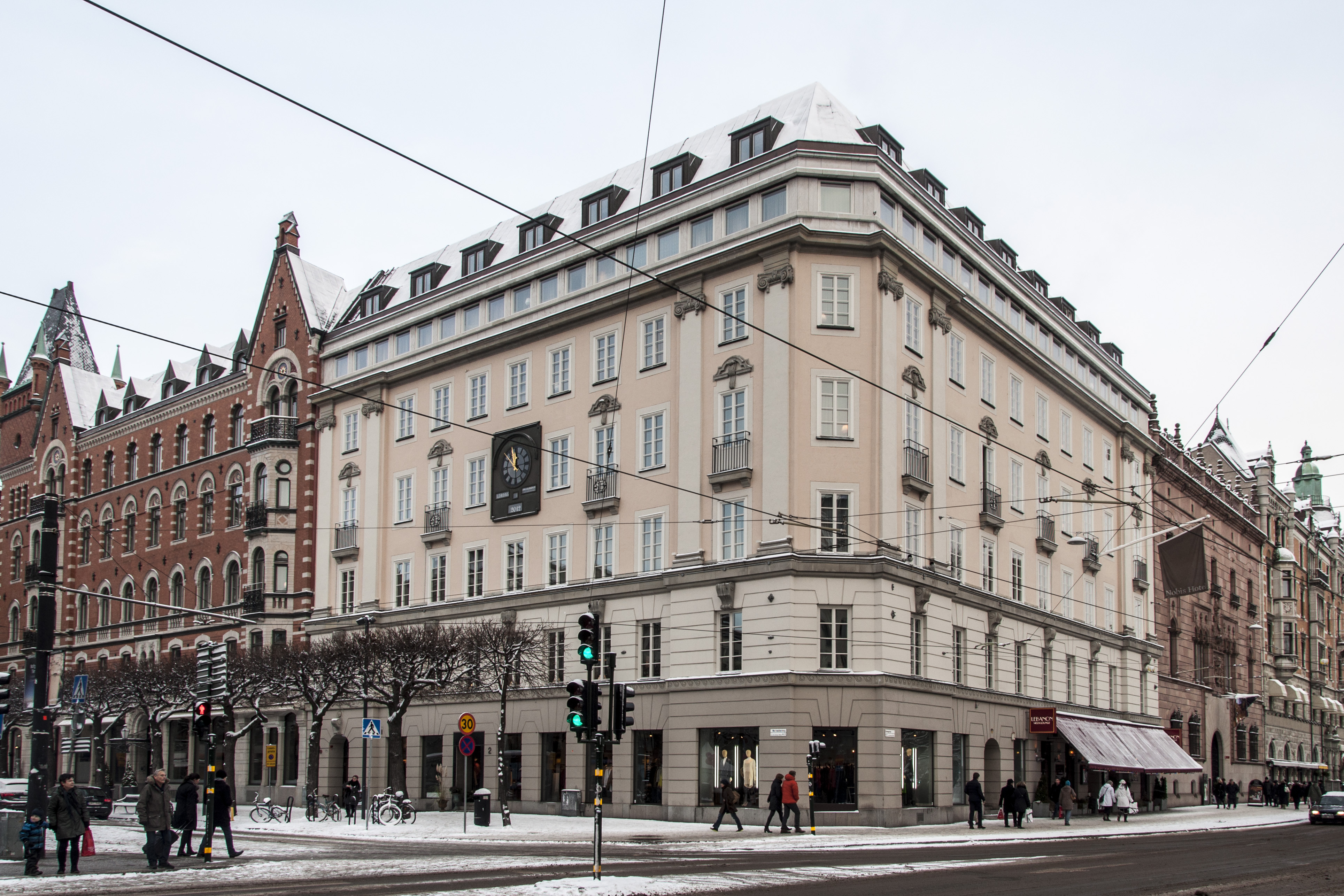
Il palazzo di piazza Norrmalm a Stoccolma in cui avvenne la rapina alla Sveriges Kreditbanken del 1973

L’espressione fu usata per la prima volta da Conrad Hassel, agente speciale della CIA, in seguito ad un caso di sequestro di persone avvenuto il 23 agosto 1973, quando Jan-Erik Olsson, un uomo di 32 anni evaso dal carcere di Stoccolma dove era detenuto per furto, tentò una rapina alla sede della Sveriges Kreditbanken di Stoccolma e prese in ostaggio tre donne e un uomo (Elisabeth Oldgren, 21 anni, cassiera; Kristin Enmark, 23 anni, stenografa; Birgitta Lundblad, 31 anni, impiegata; Sven Säfström, 24 anni, assunto da pochi giorni). Olsson chiese come riscatto anche la liberazione di un altro detenuto, Clark Olofsson; le autorità acconsentirono a tutte le richieste del sequestratore, compresa un'automobile per la fuga, ma rifiutarono di garantirgli la fuga insieme agli ostaggi. La prigionia e la convivenza forzata degli ostaggi con il rapinatore durarono oltre 130 ore al termine delle quali, grazie a gas lacrimogeni lanciati dalla polizia, i malviventi si arresero e gli ostaggi vennero rilasciati senza che fosse eseguita alcuna azione di forza e senza che nei loro confronti fosse stata posta in essere alcuna azione violenta da parte del sequestratore. La vicenda attirò l'attenzione dell'opinione pubblica svedese.
Durante la prigionia, come risulterà in seguito dalle interviste psicologiche (fu il primo caso in cui si intervenne anche a livello psicologico su sequestrati), gli ostaggi temevano più la polizia che non gli stessi sequestratori. Il locale in cui i fatti si svolsero, e in cui le sei persone vissero per circa sei giorni, era simile a un corridoio, lungo circa sedici metri, largo poco più di tre e mezzo, ricoperto di moquette. Rintanati in questo ambiente ristretto, si verificarono vari episodi di gentilezza da parte dei rapitori: ad esempio, Olsson diede una giacca di lana all'ostaggio Kristin Enmark per il freddo, la calmò a seguito di un brutto sogno e le permise di camminare fuori dal caveau (collegata però a una corda di una decina di metri). A seguito di quest'ultimo evento, la vittima raccontò un anno dopo in un'intervista al New Yorker che, sebbene fosse legata, sentì gratitudine nei confronti del carceriere, poiché le attenzioni ricevute da parte di quest'ultimo indussero lei e le altre vittime a sentirsi trattati con gentilezza, nonostante la circostanza. Infatti, un altro ostaggio, Sven Säfström, arrivò a dire che si potrebbe "pensare a lui come a un Dio di emergenza". Nel corso delle lunghe sedute psicologiche cui i sequestrati vennero sottoposti, si manifestò un senso positivo verso i malviventi che "avevano ridato loro la vita" e verso i quali si sentivano in debito per la generosità dimostrata.
Dal secondo giorno gli ostaggi avevano sviluppato un rapporto che li portò a stare dalla loro parte, temendo anche la polizia più dei loro stessi rapitori e, anche se sotto minaccia di un'arma da fuoco, provavano compassione per i loro rapitori. Il rapporto che si sviluppò fu tale che quando Olofsson disse alla polizia che avrebbe sparato alla gamba di Safstrom, questi pensò che il suo carceriere fosse stato gentile a voler sparare solo alla gamba e non a lui. Quando poi gli ostaggi vennero liberati, quest'ultimi si preoccuparono dell'incolumità dei propri carcerieri e, dopo essere usciti dall'edificio, si abbracciarono con loro. Anche successivamente le vittime continuarono a provare sentimenti contrastanti e apparentemente irrazionali nei confronti dei rapitori. Gli psichiatri spiegarono che gli ostaggi erano diventati emotivamente debitori ai loro rapitori, e non alla polizia, perché non li avevano uccisi. Dopo l'arresto gli ex ostaggi fecero visite in carcere ai loro ex carcerieri. Dopo pochi mesi dai fatti, gli psichiatri soprannominarono lo strano fenomeno come "Sindrome di Stoccolma", intesa come una reazione emotiva automatica, sviluppata a livello inconscio, al trauma di essere una vittima. Il termine entrò nel lessico popolare nel 1974, quando fu usato come difesa per Patty Hearst la quale, dopo essere stata rapita da esponenti dell'Esercito di Liberazione Simbionese, finì per divenire loro complice in una serie di rapine in banca.

## Cause
Benché a livello razionale si possa credere che, in una situazione di sequestro, il comportamento più vantaggioso per il sequestrato sia "farsi amico" il sequestratore, in realtà la "Sindrome di Stoccolma" non deriva da scelta conscia, bensì come riflesso automatico. La sindrome, rilevata e studiata poi in tutto il mondo proprio a partire dai fatti di Stoccolma (da cui il nome coniato dal criminologo e psicologo Nils Bejerot), comporta un elevato stato di stress psicofisico, che aumenta a mano a mano che i protagonisti sembrano accettare la convivenza in un ambiente minaccioso che li costringe a nuove situazioni di adattamento, e alla conseguente regressione a precedenti stadi di sviluppo della personalità.
Questo "legame positivo", tuttavia, scaturente da una convivenza in qualche modo involontaria, interessa, indistintamente, sia l'ostaggio sia il carceriere: cementando sempre più il legame tra le due entità, sviluppa il concetto di un "NOI qui dentro" contro un "LORO che stanno fuori".
In via preliminare, si consideri che nello sviluppo della "Sindrome di Stoccolma", sono stati individuati tre stadi: "il sentimento positivo dei prigionieri verso i loro carcerieri, collegato al sentimento negativo verso la polizia. Tale sentimento è spesso contraccambiato dai carcerieri. Per risolvere favorevolmente un caso con ostaggi, la polizia deve, perciò, incoraggiare e tollerare le prime due fasi, così da provocare la terza salvando in tal modo la vita del sequestrato".
L'ostaggio reagisce come può all'estremo stato di stress cui è sottoposto: una delle prime reazioni, rifugio psicologico primitivo, ma emotivamente efficace, è la "negazione". Per sopravvivere, la mente reagisce tentando di negare quanto sta avvenendo.
Altra reazione possibile è la perdita di sensi (indipendente dalla volontà cosciente) o il sonno.
Solo dopo qualche tempo l'ostaggio comincia a rendersi conto, ad accettare e a temere la propria situazione, ma trova un'altra valvola di sicurezza nel pensare che non tutto è perduto poiché presto interverrà la polizia per salvarlo. La certezza di una salvezza "garantita" dall'autorità aiuta l'ostaggio nella propria difesa mentale, ma più passa il tempo senza che accada nulla - e in casi simili è facile perdere la cognizione del trascorrere dei minuti e delle ore -, più l'ostaggio, automaticamente, tende inconsciamente a rinnegare l'autorità costituita che è diventata per lui, di fatto, un'incognita. Logica conseguenza è l'inizio del processo di immedesimazione, o di "identificazione", con il carceriere.
Nel contempo aumenta sempre più il timore di una conclusione tragica e tutti gli ostaggi sottoposti a interviste psichiatriche a seguito di esperienze del genere, hanno dichiarato di aver “approfittato” dell'occasione per fare un resoconto della propria vita; tutti hanno giurato a sé stessi di cambiarla in meglio una volta terminata la brutta avventura, quasi che quest'ultima costituisse lo spartiacque tra la "vecchia" vita e una "rinascita" a vita nuova, completamente avulsa e indipendente dalla precedente.
Ciò che è importante, nella difesa dell'ego dell'ostaggio, nel tentativo di liberarlo con il minimo danno, è creare un rapporto positivo tra il sequestratore e la vittima tal ché da "oggetto" si trasformi in "essere umano". Quando ostaggio e rapitore si trovano all'interno di uno stesso locale, magari angusto, sia esso il caveau di una banca, o la fusoliera di un aereo, una casa, una grotta, un treno, o altro ancora, si sviluppa un rapporto di "convivenza" che favorisce, e accelera, il reciproco processo di "umanizzazione". In tal senso, quanto più il carceriere riesce a compenetrarsi nei problemi dell'ostaggio, o viceversa, tanto più aumenteranno le possibilità di sopravvivenza.
Molti sequestrati, che hanno provato la "sindrome", hanno dichiarato di soffrire di incubi ripetitivi in cui i loro sequestratori, fuggiti o comunque liberi, ripetevano i fatti precedenti, ma questo non sempre corrispondeva a una diminuzione del legame positivo che si era instaurato a suo tempo. Alcune vittime di sequestri, che provarono la "sindrome", a distanza di anni sono ancora ostili alla polizia. Le vittime della rapina alla Kreditbank di Stoccolma per lunghissimi anni si sono recate a far visita ai propri carcerieri, e una di esse ha sposato Olofsson.
Altre vittime hanno cominciato a raccogliere fondi per aiutare i propri ex-carcerieri e molte si sono rifiutate di deporre in tribunale contro i sequestratori, o anche solo di parlare con i poliziotti che avevano proceduto all'arresto.

## Sviluppo della sindrome
Tentando una schematizzazione, potremmo individuare la sequenza degli stati emotivi di un ostaggio come segue:
1. incredulità;
2. illusione di ottenere presto la liberazione;
3. delusione per la mancata, immediata, liberazione da parte dell'autorità;
4. impegno in lavoro fisico o mentale;
5. rassegna del proprio passato.

Quando comincino a manifestarsi nell'ostaggio le fasi di cui sopra e quanto esse durino non è possibile stabilirlo, poiché molti altri fattori e incognite entrano in gioco nel formarsi della successiva "Sindrome", e il tempo è solo uno dei fattori giacché il suo trascorrere può creare sì, legami positivi, ma anche negativi, a seconda dei rapporti interpersonali che, fin dal primo momento, si instaurano tra l'ostaggio e il suo sequestratore.
Fino a questo punto, tuttavia, la "Sindrome di Stoccolma" non si può ancora dire scattata.
Nelle fasi iniziali di studio della "sindrome", dopo l'episodio di Stoccolma, si ritenne che il tempo, da solo, fosse fattore determinante per la sua insorgenza, ma successivi casi con ostaggi dimostrarono il contrario.
Nella stragrande maggioranza dei casi, la prima esperienza che accomuna tutti coloro che cadono sotto l'"effetto della sindrome", è il contatto positivo con il carceriere. Tale contatto non deriva tanto dal comportamento materiale del carceriere, bensì da ciò che questi potrebbe fare e non fa (percosse, violenza carnale, maltrattamenti in genere,  ecc.). E tuttavia, alcuni ostaggi feriti dai propri carcerieri, hanno ugualmente sperimentato lo stato di "sindrome" poiché si sono convinti che le violenze patite, le ferite riportate, si erano rese necessarie per tenere sotto controllo la situazione o, ancor più, erano giustificate da una loro reazione o resistenza.
Un'altra esperienza che accomuna gli ostaggi è l'immedesimazione nelle qualità umane dimostrate dal carceriere, anche quando queste siano state di breve durata.
Nei casi di rapina con ostaggi, in definitiva, se è vero che il rapinatore armato si trova "in trappola" e si ritiene "vittima" della polizia, è altrettanto vero che anche l'ostaggio tende a condividere tale atteggiamento. Quando il rapinatore viene sorpreso dalla polizia ed è "costretto" a prendere ostaggi, il suo problema è chiaro: fuggire vivo e, possibilmente, con i soldi.
L'ostaggio si trova nella stessa identica posizione: vuole uscire vivo; il suo carceriere certo glielo consentirebbe, ma è la polizia a impedirlo.
Il rapinatore si "umanizza", perciò, agli occhi dell'ostaggio, è diventato "persona", con problemi identici ai propri. L'insistenza della polizia nel richiedere al bandito di arrendersi, non fa altro che prolungare la prigionia e allontana la speranza di riguadagnare la libertà senza danni fisici.
Matura così, nella mente dell'ostaggio, il convincimento che: "se la polizia va via, anch'io me ne vado; se la polizia lascia andare il bandito, anch'io sarò libero!".
Comincia così la "Sindrome di Stoccolma" e, d'altro canto, il legame positivo, l'"umanizzazione" e il "rendersi persona", che è alla base della sindrome, si può manifestare non solo nell'ostaggio, ma anche nel carceriere.

## Casi celebri

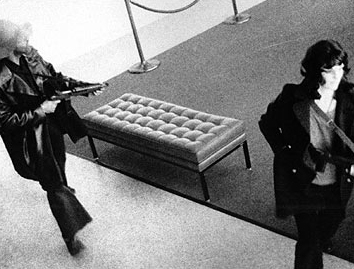
Patricia Hearst aiutò il SLA durante una rapina in banca due mesi dopo il proprio rapimento

- La ricca ereditiera Patricia Hearst, dopo essere stata rapita dall'Esercito di Liberazione Simbionese nel febbraio del 1974, prese parte a una rapina in banca insieme a due dei suoi rapitori due mesi dopo. Fu arrestata nel settembre del 1975, ma la tesi della sindrome di Stoccolma per dimostrarne l'innocenza non venne accettata nel processo, nel quale venne condannata a sette anni di carcere.[19][7]
- Giovanna Amati, futura pilota automobilistica, figlia dell'industriale cinematografico Giovanni Amati e dell'attrice Anna Maria Pancani, fu sequestrata nella villa di famiglia nel febbraio 1978. Il padre, dopo lunghi giorni di trattative, pagò un riscatto di 800 milioni di lire e la figlia fu liberata il 27 aprile. Si trattò di un rapimento molto chiacchierato: si disse che, durante la prigionia, Giovanna Amati si fosse invaghita di uno dei suoi rapitori, il marsigliese Jean Daniel Neto, che fu arrestato in via Veneto a Roma qualche giorno dopo la liberazione della Amati[20].
- Natascha Kampusch ha vissuto segregata col suo rapitore (Wolfgang Přiklopil) dal marzo 1998 al 23 agosto 2006, giorno in cui è scappata. Ha testimoniato di avere avuto più volte la possibilità di scappare, ma ha preferito restare col rapitore. Il motivo della fuga, infatti, non è stato un desiderio di libertà, ma un litigio col rapitore stesso. Agli investigatori e agli psicologi che si presero cura di lei, ha testimoniato dicendo che non si sentiva privata di niente e che era dispiaciuta della morte del suo rapitore (che si era suicidato dopo che era scappata). La ragazza, però, intervistata dalla televisione austriaca il 6 settembre 2006, ha smentito le voci sulla sua presunta "sindrome di Stoccolma", aggiungendo di non aver mai rinunciato alla fuga. Ha solo manifestato pietà per il rapitore suicida e per la sua famiglia. In seguito a questa intervista, che ha fatto il giro del mondo, il filosofo e psicoanalista italiano Umberto Galimberti, in un articolo apparso sulla prima pagina de La Repubblica del giorno dopo ("Una vita sospesa"), ha escluso che quello della ragazza austriaca sia un caso di "sindrome di Stoccolma"[21].
- Shawn Hornbeck, 11 anni, sparì il 6 ottobre 2002 e venne ritrovato per puro caso nel gennaio del 2007, quando aveva ormai 15 anni, durante le ricerche di un altro ragazzino scomparso (Ben Ownby). Vissuto per 4 anni con il rapitore Michael Devlin (nel cui appartamento fu trovato anche Ben Ownby), i vicini di casa affermarono di averlo visto più volte giocare nel giardino da solo, con Michael o con alcuni amici, tanto che pensavano fossero "padre e figlio". Shawn aveva anche un cellulare e navigava tranquillamente su internet: aveva visto in tv gli appelli dei genitori e aveva anche mandato alcune e-mail al padre, con scritto «Per quanto tempo pensate di cercare ancora vostro figlio?»[22].

## Incidenza
Dalla banca dati dell'FBI statunitense risulta che circa l'8% degli ostaggi ha manifestato sintomi della sindrome di Stoccolma.

## Riferimenti nella cultura di massa

### Cinema e televisione
- Aut aut. Cronaca di una rapina
- Clark serie TV Netflix basata sulla storia di Clark Olofsson
- Rapina a Stoccolma è un film del 2018 basato sulla storia della rapina.
- Stockholm, Pennsylvania è un film del 2015 diretto da Nikole Beckwith e interpretato da Saoirse Ronan, interamente basato sulla sindrome di Stoccolma. La protagonista viene rapita all'età di 4 anni e ritorna dai suoi genitori dopo 17 anni di prigionia: considera il suo rapitore come un padre e i genitori come estranei.
- Ore contate (1989) con Jodie Foster e Dennis Hopper.
- Nell'episodio 7 della terza serie del telefilm The Unit.
- Nell'episodio 6 della prima serie del telefilm Lie to Me .
- Nell'episodio 18 della terza serie del telefilm Criminal Minds dal titolo Vite Incrociate e nell'episodio 13 della quarta serie dal titolo Di Padre In Figlio.
- Nell'episodio 9 della quinta serie del Dr. House - Medical Division.
- Nelle tre serie di Law & Order.
- Buffalo '66.
- Il negoziatore.
- Sesso e fuga con l'ostaggio.
- Matlock: The Kidnapping.
- Quel pomeriggio di un giorno da cani.
- In Un mondo perfetto di Clint Eastwood, l'evaso Butch Haynes (Kevin Costner) rapisce un bambino e fugge attraverso il Texas. Durante il loro viaggio il bimbo sviluppa un legame tipico della sindrome di Stoccolma.
- Agente 007 - Il mondo non basta; James Bond (Pierce Brosnan) smaschera la bella Elektra King (Sophie Marceau) accusandola di essersi alleata con il "cattivo" di turno, Renard (Robert Carlyle), che l'aveva sequestrata tempo prima, avendo acquisito proprio la sindrome di Stoccolma.
- Captain Phillips - Attacco in mare aperto.
- Guerrilla: The Taking of Patty Hearst .
- Six Feet Under, episodio 44 (That's My Dog).
- In Die Hard, un medico in una trasmissione televisiva descrive un fenomeno identico chiamato "sindrome di Helsinki".
- In Viaggio senza ritorno del 1997 una coppia interpretata da Kevin Pollak e Kim Dickens è presa in ostaggio da Vincent Gallo e Kiefer Sutherland; l'uomo simpatizza con i propri rapitori.
- Azione mutante, film di Álex de la Iglesia prodotto da Pedro Almodóvar. La sposa rapita Patricia Orujo si innamora del capo dei rapitori, Ramon Yarritu, il quale riconosce la sindrome di Stoccolma.
- Nel film Taking 5-una band in ostaggio, uno dei rapitori accusa un ostaggio di essere sotto l'effetto della sindrome di Stoccolma.
- Nell'episodio 14 della terza serie di Nip/Tuck dal titolo Cherry Peck.
- In Il portiere di notte, film di Liliana Cavani, la protagonista instaura un rapporto ossessivo e indissolubile con l'uomo che la teneva prigioniera nel campo di concentramento durante la seconda guerra mondiale.
- Nel film Cadillac Man - Mister Occasionissima del 1990, interpretato da Robin Williams.
- Nel film D.e.b.s - Spie in minigonna la spia Amy si innamora della sua rapitrice Lucy Diamond e il sentimento viene ricambiato.
- Nel film John Q, interpretato da Denzel Washington, dove le persone sequestrate da un padre che non può far trapiantare il cuore del figlio si schierano dalla parte del loro sequestratore.
- Nella prima serie di Close to Home, episodio 16 (Evasione).
- Nella quarta serie Malcolm, episodio 18.
- Nella serie televisiva NCIS.
- Nel film Lezioni di cioccolato, riferito al complesso nei confronti del datore di lavoro: un geometra sfruttatore e insensibile (2007).
- Nel film Diario di una tata, riferito alla datrice di lavoro della tata (2007).
- Nel film Légami! di Pedro Almodóvar.
- Nel film Slevin - Patto criminale di Paul McGuigan, dove il piccolo Slevin diventa allievo del suo rapitore che avrebbe dovuto ucciderlo.
- Nel film Spaghetti House di Giulio Paradisi in cui Nino Manfredi diventa amico del capo dei rapitori che hanno sequestrato lui e i suoi colleghi nel loro ristorante italiano.
- Nell'episodio 2 della quarta serie di The Dead Zone dal titolo Il rapimento.
- Nel film di Dušan Milić Jagoda: Fragole al supermarket, dove la commessa di un supermercato, Fragola, si innamora dell'uomo che la prende in ostaggio.
- Nell'episodio 15 della tredicesima stagione de I Simpson, Homer si affeziona ai suoi rapitori brasiliani, tanto da creare un album con i momenti più divertenti del rapimento.
- Nella prima serie di True Blood (episodio 10), il rapporto tra Jason Stackhouse e il vampiro rapito è un tipico caso di Sindrome di Stoccolma, che viene anche citata.
- Nella puntata 1x09 della serie Canadese Flashpoint dal titolo: La sindrome di Stoccolma.
- Nell'anime Black Lagoon il protagonista Rokuro Okajima (Rock) decide senza alcuna costrizione di entrare a far parte del gruppo di mercenari dai quali è stato preso in ostaggio (nel primo episodio viene anche citata da Rock la sindrome stessa).
- Nel film Jagoda: Fragole al supermarket, la protagonista Jagoda (Branka Katić) si innamora, poi ricambiata, dell'uomo che la tiene ostaggio nel supermarket in cui fa la commessa, ed arriva persino a collaborare con lui contro la polizia di sua iniziativa.
- In una puntata di Un posto al sole, Ornella Bruni (Marina Giulia Cavalli) si innamora del suo rapitore Massimo Renna (Duccio Giordano).
- Nel film Il miele del diavolo di Lucio Fulci la protagonista tiene in ostaggio il medico che non è riuscito a salvare la vita al suo fidanzato, finendo però con l'innamoramento dei due.
- Versione comica del caso nel film Airheads-Una band da lanciare in cui una band heavy metal per far trasmettere il loro pezzo in una radio, sequestra tutti i lavoratori, che però si divertono tanto da voler, specie per uno di loro, rimanere oggetto del sequestro quando la polizia va a "trarlo in salvo".
- Nella serie televisiva X-Files, nell'episodio "Follia A Due" (diciannovesimo episodio della quinta serie), l'agente Mulder si riferisce alla sindrome di Stoccolma chiamandola "sindrome di Helsinki".
- Nella serie cinematografica Saw - L'enigmista, Amanda prima rapita, e poi stretta da un legame con il rapitore dopo essere riuscita a sfuggire.
- Nella decima puntata della quarta serie di Ghost Whisperer intitolata appunto 'La sindrome di Stoccolma', in cui una donna è costretta a lasciare la famiglia e vive per qualche anno con il suo rapitore.
- Nel film Garage Olimpo.
- In CentoVetrine, nelle puntate in onda nel 2010, la protagonista Cecilia Castelli (Linda Collini) si innamora dell'uomo che l'ha tenuta segregata assieme alla sorella Serena in uno chalet per settimane.
- Nell'ultima puntata della stagione 6 di Desperate Housewives in cui Lynette Scavo prova affetto per il suo carceriere Eddie Orlofsky.
- Nel dodicesimo episodio della settima serie del telefilm Medium, Joe, il marito di Allison, nomina la Sindrome di Stoccolma in relazione al sequestro subìto dalla moglie da parte di un uomo che la costringeva a sognare per conoscere la fine della moglie scomparsa.
- Nell'ottavo episodio della prima serie del telefilm Rizzoli & Isles (intitolato 'La Sindrome di Stoccolma'), una donna si innamora dell'assassino di suo marito.
- In Vidas robadas, telenovela argentina che tratta il tema del traffico di persone, soprattutto di ragazze, che vengono rapite per essere vendute e prostituite.
- Nella 7ª stagione della serie televisiva Dexter, Hannah McKay e Dexter si innamorano.
- Nella telenovela venezuelana del 1983-1984 dal titolo Leonela la protagonista si innamora dell'uomo che l'ha stuprata, ci fu un remake nel 1997 con produzione peruviana. La novela è basata su un fatto di cronaca vera.
- Sara Harvey, nella serie televisiva thriller Pretty Little Liars, dopo due anni di segregazione da Charlotte DiLaurentis, incomincia a sviluppare la Sindrome di Stoccolma; la sindrome viene nominata più volte all'interno della serie.
- Nel film Tom à la ferme di Xavier Dolan.
- Nella puntata 4 della prima stagione di Hannibal.
- Nel film La pelle che abito, di Pedro Almodóvar.
- Ne La casa di carta, la sindrome viene citata dal personaggio di Nairobi nel primo episodio della seconda stagione, quando i rapinatori scoprono che Berlino e Denver hanno dei rapporti sessuali con due ostaggi nella zecca di stato. Inoltre Mónica Gaztambide sventa un tentativo di fuga degli ostaggi per proteggere Denver di cui si innamora e fugge con lui dopo la rapina assumendo il nome in codice di "Stoccolma" proprio in riferimento alla sindrome.
- In Merlin, Lady Morgana viene rapita dalla sua sorellastra, Morgause, alla fine della seconda stagione e ritorna cattiva all'inizio della terza e sembra avere le stesse ideologie della sorellastra, ma poiché il periodo di prigionia di Morgana non viene mostrato non è certo che sia diventata cattiva a causa della Sindrome di Stoccolma o lo sia diventata da sola.
- L'ultimo episodio della dodicesima stagione della serie The Big Bang Theory, si intitola La Sindrome di Stoccolma.

### Musica
- Primo chiaro riferimento alla Sindrome di Stoccolma è la canzone "Stoccolma" di Rino Gaetano, nell'album Nuntereggae più del 1978: il cantautore allude alla società malsana di cui è prigioniero l'italiano medio, il quale riesce comunque ad amarla.
- Un gruppo rock di Toronto si chiama Stockholm Syndrome.
- Il gruppo musicale Muse ha composto una canzone intitolata Stockholm Syndrome, inserita nell'album Absolution del 2003.
- La cantante statunitense Dory Previn, lei stessa vittima di abusi da bambina, ha scritto una canzone intitolata With My Daddy in the Attic che affronta la sindrome di Stoccolma.
- I Yo La Tengo hanno realizzato una canzone intitolata Stockholm Syndrome - la venganza de Mr. Pajaro nell'album I Can Hear The Heart Beating As One.
- I Blink-182 hanno una canzone dal titolo Stockholm Syndrome nel loro sesto album Blink-182.
- La band punk rock svedese Backyard Babies ha realizzato un album dal titolo Stockholm Syndrome nel 2003.
- Il gruppo indie-rock You Say Party! We Say Die! ha intitolato una canzone Stockholm Syndrome.
- La band punk rock italiana dal nome Ice-Angels 32 ha una canzone intitolata Stockholm Syndrome.
- Il gruppo giapponese visual kei re:Make ha una canzone intitolata Stockholm Shoukougun ("Sindrome di Stoccolma") nel minialbum LEWISITE.
- Il gruppo One Direction ha una canzone intitolata Stockholm Syndrome che si trova nell'album Four (2014).
- Selena Gomez ha pubblicato nel 2017 una canzone intitolata Fetish. Nel testo della canzone ci sono dei riferimenti alla Sindrome di Stoccolma.
- Il cantante solista Sudcoreano Lee Taemin, anche membro dei gruppi SHINee e SuperM, ha pubblicato nel 2020 una canzone intitolata "Criminal", presente nell'album Never Gonna Dance Again: Act1, il cui testo tratta di una tragica storia raccontata in prima persona da una vittima stessa della Sindrome di Stoccolma.

### Videogiochi
- Nel gioco per Playstation Metal Gear Solid, il protagonista, Solid Snake, chiede all'amico Hal Emmerich, a proposito degli atteggiamenti protettivi assunti verso Sniper Wolf, se sappia cosa sia la sindrome di Stoccolma, sospettando che ne fosse affetto.
- Nel videogioco Payday 2, il giocatore può sbloccare un'abilità, chiamata appunto Sindrome di Stoccolma, e potenziarla fino al livello "Asso", dove gli ostaggi daranno una mano al nostro alter ego Bandito, nel corso della rapina.
- Nel videogioco "Grand Theft Auto V" ad un certo punto della storia Trevor Philips rapirà una donna con la quale poi inizierà una storia d'amore e Michael cita appunto la Sindrome di Stoccolma.
- Nel videogioco della Dontnod Entertainment, Life Is Strange, nell'episodio 5 (Polarized), nell'incubo della protagonista, una sua copia farà riferimento alla sindrome di Stoccolma dicendo: "She's using you, dude it's called Stockholm Syndrome", ovvero "Ti sta usando, bella è chiamata sindrome di Stoccolma".

### Fumetti
- In Shingeki no Kyojin, la progenitrice Ymir è legata al re Fritz (colui che l'ha mutilata e sfruttata) da un sentimento di amore, riconducibile alla sindrome di Stoccolma.

- In Killing Stalking, il protagonista Yoonbum prova dei sentimenti per Sangwoo, il quale lo ha ferito, umiliato e tenuto prigioniere nella sua casa.